# Щедрик високогірний
Ще́дрик високогірний (Crithagra melanochroa) — вид горобцеподібних птахів родини в'юркових (Fringillidae). Ендемік Танзанії.

## Опис
Довжина птаха становить 15 см. Верхня частина тіла переважно чорнувато-бурі, надхвістя і хвіст сірувато-коричневі, горло біле, груди і живіт білі, поцятковані чорними смужками. Дзьоб зверху чорнуватий, знизу сіруватий, лапи тілесно-чорнуваті, очі темно-карі.

## Поширення і екологія
Високогірні щедрики мешкають в горах Удзунгва і Кіпенгере та на горі Рангве. Вони живуть у вологих гірських тропічних лісах та у високогірних чагарникових заростях, на висоті від 1500 до 3000 м над рівнем моря. Зустрічаються поодинці, парами або невеликими зграйками. Живляться насінням, а також ягодами, дрібними плодами і пагонами.